# Clarisse Feletin
Clarisse Feletin, née le 28 décembre 1970, est une autrice, réalisatrice, journaliste et écrivaine française de films documentaires de société.

## Biographie
Elle a étudié à Sciences Po Paris et au Centre de formation des journalistes.  
Economie, indépendance de la justice, terrorisme,  violences faites aux femmes, discriminations, ses films-documentaires explorent les rouages de notre démocratie et les grands défis qui se posent à notre société.  
En 2010, elle consacre un documentaire au travail de la juge d'instruction, Hélène Gerhards, dans une affaire de pollution à la dioxine par un incinérateur, qui reçoit un accueil favorable de la critique,.   
Grande voyageuse, navigatrice, et ancienne cheffe de bord aux Glénans, elle a également écrit la seule biographie autorisée de Hélène Viannay. 

## Reportages et documentaires
- Les Tribulations: les antipodes de Clarisse 52' (2001), chaîne Voyage [3]
- Pêcheurs de pétrole (2004), France 3 Ouest « Littoral »
- La juge et l'affaire des dioxines, 72' (2010), France 2  Infrarouge  [2],[4]
- Sauve qui peut, 53' (2012), France 2 « Infrarouge »
- Sexe, mensonges et harcèlement, 53' (2012), France 2 « Infrarouge » [5]
- Engrenage, les jeunes face à l’islam radical, 52' (2015), France 5 [6],[7],[8]
- Djihad : le défi intérieur de la France, 26' (2016), France 24
- Engrenage, la France face au terrorisme, 52' (2016), France 5
- Les Glénans, une certaine idée de la mer, 52' (2016), France 3 Ouest, TV Breizh
- La France face aux repentis du djihad, 70' (2017), France 5 « Le monde en face »
- La Bretagne du visionnaire Vauban, 13' (2017), Arte « Invitation au voyage »
- Mokra Gora: La Serbie d’Emir Kusturica ,13' (2018), Arte « Invitation au voyage  »
- Dans les Balkans, Zemun l’austro-hongroise, 13' (2018), Arte « Invitation au voyage »
- Les Invisibles, 30' (2019) Mediapart [9]
- Violences familiales : fin du huis clos, 70' (2020) coréalisé avec Anne Nivat, RMC Stories
- Le Mystère Harpon, 26' (2020), France 5 « L'Œil et la Main » [10]
- Un défenseur pour mes droits, 26' (2020), France 5 « L'œil et la Main »
- Le temps des femmes, 26' (2021), France 5 « L'œil et la Main »
- Les Invisibles (2), 52' (2021), France 3 Ile de France
- La Fabrique de la laïcité, 50' (2022), France 2 « Infrarouge »
- Forêt en Guyane: silence on tue, 24' (2023), Blast[11]
- Guerre des arbres - l'A69 l'affaire personnelle de Macron, 90' (2023), Off Investigation[12]
- Mégabassines, histoire secrète d’un mensonge d’État, 58' (2024), Off Investigation et Reporterre[13].
- Sainte-Soline, autopsie d'un carnage, 70' (2024), Off Investigation et Reporterre

## Distinctions
- Anticor 2025: prix éthique pour son film Guerre des arbres - l'A69 l'affaire personnelle de Macron[14]
- Prix Étoile de la Scam 2024: pour son film Guerre des arbres - l'A69 l'affaire personnelle de Macron
- Figra 2024: prix spécial du jury pour son film Guerre des arbres - l'A69 l'affaire personnelle de Macron
- Figra 2020: mention spéciale du jury pour son film Les Invisibles [15]
- Arab States Broadcasting Union 2016: premier prix pour son film Engrenage, la France face au terrorisme
- Prix Étoile de la Scam 2016: pour son film Engrenage, les jeunes face à l’islam radical
- Prix Marie-Claire et Press Club de France Journaliste de l'année 2016: pour son film Djihad : le défi intérieur de la France [16]
- Prix Étoile de la Scam 2011: pour son film La juge et l’affaire des dioxines
- Festival International du Journalisme 2010: prix de l’enquête pour son film La juge et l’affaire des dioxines
- Club de l’audiovisuel de Paris 2010: laurier du civisme pour son film La juge et l’affaire des dioxines
- Figra 2010: mention spéciale du jury pour son film La juge et l’affaire des dioxines [17]
- FIFME 2004: prix de l'innovation pour son film Pêcheurs de pétrole